# Monardia lignivora
Monardia lignivora är en tvåvingeart som först beskrevs av Ephraim Porter Felt 1907.  Monardia lignivora ingår i släktet Monardia och familjen gallmyggor.
Artens utbredningsområde är North Carolina. Arten har ej påträffats i Sverige. Inga underarter finns listade i Catalogue of Life.